# Honba za mládím
Honba za mládím (v anglickém originále Too Short a Season) je jedna z epizod první sezóny seriálu Star Trek: Nová generace, která byla v České republice při své premiéře odvysílána jako dvanáctá v pořadí, zatímco ve Spojených státech jako šestnáctá.

## Příběh
USS Enterprise D dorazí k planetě Mordan IV, aby vyzvedla admirála Jamesona s jeho manželkou Jane. Mark Jameson má již přes osmdesát let, se svými zkušenostmi je považován za jednoho z nejlepších vyjednavačů. Guvernér Mordanu IV jménem Karnas informuje kapitána Picarda, že skupina teroristů unesla velvyslance Federace s jeho doprovodem. Požadují rozhovor s Jamesonem, který je zřejmě jako jediný člověk schopen odvrátit katastrofu. Kvůli svému věku se Jameson pohybuje na kolečkovém křesle, nárokuje si ale výhradní právo vést jednání. Před lety už na stejné planetě zažehnal vážnou krizi. Starý muž ale utrpí záchvat, doktorka Crusherová u něj zjistí příznaky nevyléčitelné Iversonovy nemoci.
Jeho stav se ale začíná zlepšovat, na můstku dokonce vstane ze svého křesla a bez pomoci se prochází. Doktorka zjistí, že stopy po Iversonově chorobě u něj zmizely. Informuje Picarda, že dosud není znám žádný případ uzdravení se z této vážné nemoci. Picard pojme podezření a nařídí doktorce bedlivě sledovat admirálův zdravotní stav. Jameson vypráví své manželce, že podstoupil jakousi novou léčbu, proto se jeho stav tak zlepšuje. Všichni si mohou všimnout, že admirál vypadá mnohem mladší. Znovu se ale ohlásí záchvat. Na ošetřovně zjistí doktorka Crusherová nějaké stopy v Jamesonově tkáni. Picard se zajímá o jeho náhlé omlazení. Dozvídá se od něj, že na jedné planetě objevil tajemství procesu omlazení. Po dva roky užíval neznámé omlazovací látky, jež mu dodali z oné planety. Chtěl být totiž v dobré kondici, aby vedl vyjednávání.
Přizná také, že před lety dodal oběma znepřáteleným stranám na Mordanu IV zbraně, což vedlo k dlouholeté občanské válce. Poté se ale zjistí, že za hrozbou nynějšího povstání je sám Karnas, který je také zodpovědný za únos. Po rozhovoru se Karnas ke všemu přizná, vyčítá Jamesonovi, že kvůli zhoršení jeho zdravotního stavu od posledního vyjednávání se na planetě zhoršila situace. Admirál Jameson už nyní vypadá jako mladík. Informuje Picarda o Karnasově jednání a žádá o urychlenou dopravu na Mordan IV.
Admirál má plán, jak by s pomocí výsadku mohli osvobodit rukojmí. Trvá na tom, že bude při akci osobně přítomen. Chce tím odčinit svou dřívější vinu za situaci. Výsadek se přenese přímo do tunelů pod povrchem. Jsou pod bydlištěm guvernéra, náhle jsou všichni napadeni jednotkou jeho vojáků. Strhne se přestřelka. Jameson dostane další záchvat, transportují ho na loď. Doktorka zjistí, že dochází k prudkému omlazování jeho DNA, tělo již není schopno se tomu bránit. Dole se objevuje Karnas a přeje si okamžitě mluvit s admirálem Jamesonem. Když se oba setkají, Karnas mladíka nepoznává. Picard mu vše vysvětluje. Karnas stále nevěří, ale Jameson ukáže důkaz: Jizvu na svém rameni. Pak ale admirál upadne do kómatu a umírá. Karnas se poté vzdává a oznámí, že všichni rukojmí budou propuštěni. Na žádost manželky je admirál Jameson pohřben na Mordanu IV. Po návratu na palubu hovoří Picard s Rikerem o odvěké lidské honbě za mládím, která je však marná. Kapitán zmíní skutečnost, že stáří a moudrost mají své nepochybné hodnoty.